# Parker Pyne
Parker Pyne é um detetive fictício criado por Agatha Christie. Empregado aposentado do governo, ele se define como "o detetive do coração". De fato, seu interesse é pela felicidade alheia, tanto que nos anúncios que coloca nos jornais, ele pergunta:  Você é feliz? Se não for, procure Mr. Parker Pyne, no nº. 17 da Rua Richmond.
Parker Pyne aparece em duas obras de Agatha Christie:
- Parker Pyne Investigates (O Detetive Parker Pyne, Brasil ou Parker Pyne Investiga, Portugal) - 1934
- The Regatta Mystery and Other Stories (O Mistério da Regata e Outras Histórias, Portugal) - 1939